# هدى علي عيد
هدى علي عيد (1965)، روائية وكاتبة وأكاديمية لبنانية. لها العديد من المؤلفات السردية والكتابات النقدية.

## سيرة
ولدت هدى في العام 1965 في بلدة الوردانية قضاء الشوف (محافظة جبل لبنان). تلقت دراستها الابتدائيّة والمتوسطة في المدرسة الرسميّة لبلدتها، ومن ثم تابعت دراستها الثانوية في ثانوية «مرجان»، في صيدا. حازت دكتوراه في «النقد الأدبيّ الحديث» في العام 2021، في كليّة الآداب والعلوم الإنسانية في الجامعة الإسلاميّة في لبنان. وكانت قد حازت إجازة تعليمية في اللغة العربية وآدابها في كلية الآداب والعلوم الإنسانية - الجامعة اللبنانية (1988)، وماستر أدبي من الجامعة نفسها في العام 1990.

## نشاطها
مارست هدى عيد التدريس والإشراف والتّنسيق في المرحلتين المتوسطة والثّانوية في ثانويّة رفيق الحريريّ - صيدا (1989-2020). وأخرجت للمسرح المدرسي ثلاث مسرحيّات لسعد الله ونّوس: مغامرة رأس المملوك جابر 2003، وحنظلة 2004، وطقوس الإشارات والتّحوّلات 2005.
هدى عضوة في اتحاد الكتاب اللبنانيين، وتعمل في التّعليم الجامعيّ في جامعة الجنان (لبنان)، وتكتب الرواية، والقصة، والأدب الموجّه لليافعين، وتتابع أبحاثًا وكتابات نقدية أدبية، وأجري معها العديد من المقابلات والحوارات.
حازت العديد من الجوائز وشهادات التقدير، منها: جائزة مؤسسة الحريري للتّنمية البشريّة المستدامة عن روايتها «حب في زمن الغفلة»، وجائزة المطران الأب سليم غزال للسّلم والحوار الوطني الّلبناني عن أعمالها الرّوائية، وشهادة تقدير من حلقة الحوار الثقافي في لبنان، وشهادة تقدير من حزب الخضر الّلبناني، وشهادة «التّميّز البحثيّ» من المعهد العالمي للتّجديد العربي.

## مؤلفاتها
لهدى عيد العديد من المؤلفات السردية والكتابات النقدية والإبداعية، منها:

### روايات
- في بلاد الدخان، بيروت،  دار الفارابي، ط1 2001/ ط2 2011[14][15]
- الحياة في الزمن الضائع، بيروت، دار الفارابي، 2006[16][17]
- رُكام، بيروت، دار الفارابي، 2009[18][19]
- نوّارة، بيروت، دار الفارابي، 2011[20]
- حياة أخرى، بيروت، دار الفارابي، 2012[21]
- حبّ في زمن الغفلة، بيروت، دار الفاربي، 2013[22]
- سلطان  وبغايا، بيروت، دار الفارابي، 2016[23][24][25]
- مُتعة العمر، بيروت، دار الفارابي، 2018[26][27]
- حبيبتي مريم، بيروت، دار الفارابي، 2022[28]( القائمة القصيرة لجائزة كتارا الدّورة 2023)

### قصص
- تانيا، بيروت، دار الفكر اللبناني، 2016
- سرّ الكلب الّذي اختفى، صيدا، المكتبة العصريّة، 2018
- الحصان الأبيض وقصص أخرى، بيروت، الدّار العربيّة للعلوم ناشرون[29]

### أبحاث
- الارتحال الفلسفيّ للذّات الباحثة عن المعنى، وسؤال الهُويّة، في رواية الطّريق الرّابع، للدّكتورة ناتالي الخوري غريب[30]
- الأنا الوجوديّ عند الذّات الشّاعرة" في ديوان "أبجديّة التّجاعيد" للدّكتور كامل فرحان صالح
- التّحول المجتمعيّ في رواية جبور الدويهي حي الأميركان أنموذجا - قدّم في 6 نوفمبر، في تونس، في خلال المؤتمر الدّوليّ للمعهد العالميّ للتجديد العربي، ونشر في مجلّة المعهد.

## روابط خارجية
- الروائية اللبنانية هدى عيد في المشهد السردي الجديد
- الكاتبة والروائية اللبنانية هدى عيد” كل مبدع يحتاج الي النقد الحيادي لتقييم ابداعه
- هدى عيد: سرّ الوجود وتعدُّد دروبه
- هدى عيد: هدفي في رواياتي تكوين وعي جديد فاعل وإيجابي